# Augustus De Morgan
Augustus De Morgan  (Madura, Índia, 27 de junho de 1806 — Londres, 18 de março de 1871) foi um matemático e lógico britânico. Formulou as leis de De Morgan e foi o primeiro a introduzir o termo e tornar rigorosa a ideia da indução matemática.

## Carreira matemática
Augustus De Morgan foi educado no Trinity College, em Cambridge, e em 1828 tornou-se professor de matemática na então recém-criada universidade, em Londres, cargo que ocupou até 1866, com exceção de um período de cinco anos (de 1831 a 1836). Foi o primeiro presidente da London Mathematical Society, fundada em 1866.
Como professor não tinha rivais e nenhum tópico era insignificante demais para sua cuidadosa atenção. Um de seus primeiros trabalhos, Elementos de aritmética, de 1831, distingui-se pelo tratamento filosófico das ideias de número e magnitude. Além disso, contribuiu para o simbolismo matemático propondo o uso do solidus (traço inclinado) para a impressão das frações.
Sua maior contribuição para o conhecimento foi como reformador da lógica. Efetivamente, o renascimento dos estudos de lógica que começaram na primeira metade do século XIX deveu-se quase que inteiramente aos trabalhos de De Morgan e Boole, outro matemático inglês. As realizações mais importantes de De Morgan foram o lançamento das fundações de relações e a preparação do caminho para o nascimento da lógica simbólica (ou matemática).

## Espiritualismo
Mais tarde, De Morgan se interessou pelos fenômenos do espiritualismo. Em 1849, ele havia investigado a clarividência e ficou impressionado com o assunto. Ele realizou depois investigações paranormais em sua própria casa com a médium americana Maria Hayden. O resultado dessas investigações foi publicado posteriormente por sua esposa Sophia. De Morgan acreditava que sua carreira como cientista poderia ter sido afetada se ele tivesse revelado seu interesse pelo estudo do espiritualismo, então ajudou a publicar o livro anonimamente. O livro foi publicado em 1863, intitulado From Matter to Spirit: The Result of Ten Years Experience in Spirit Manifestations.
De acordo com a historiadora Janet Oppenheim, a esposa de De Morgan, Sophia, era uma espiritualista convicta, mas De Morgan compartilhava uma posição de terceira via sobre os fenômenos espiritualistas, que Oppenheim definiu como uma "posição de esperar para ver"; ele não era crente nem cético. Em vez disso, seu ponto de vista era que a metodologia das ciências físicas não exclui automaticamente os fenômenos psíquicos, e que tais fenômenos podem ser explicados no tempo pela possível existência de forças naturais que os físicos ainda não haviam identificado.
No prefácio de From Matter to Spirit (1863), De Morgan afirmou:
Pensando ser muito provável que o universo possa conter algumas agências – digamos meio milhão – sobre as quais ninguém sabe nada, não posso deixar de suspeitar que uma pequena proporção dessas agências – digamos cinco mil – possa ser solidariamente competente para a produção de todos os fenômenos [espiritualistas], ou possam estar bastante à altura da tarefa entre elas. As explicações físicas que tenho visto são fáceis, mas miseravelmente insuficientes: a hipótese espiritualista é suficiente, mas ponderosamente difícil. O tempo e o pensamento decidirão, o segundo pedindo ao primeiro mais resultados de teste.
O pesquisador psíquico John Beloff escreveu que De Morgan foi o primeiro cientista notável na Grã-Bretanha a se interessar pelo estudo do espiritualismo e seus estudos influenciaram a decisão de William Crookes de estudar também o espiritualismo. Beloff também afirma que De Morgan era ateu e por isso foi impedido de trabalhar em Oxford ou Cambridge.

## Publicações selecionadas
- 1836. An Explanation of the Gnomonic Projection of the Sphere. Londres: Baldwin.
- 1837. Elements of Trigonometry, and Trigonometrical Analysis. Londres: Taylor & Walton.
- 1837. The Elements of Algebra. Londres: Taylor & Walton.
- 1838. An Essay on Probabilities. Londres: Longman, Orme, Brown, Green & Longmans.
- 1840. The Elements of Arithmetic. Londres: Taylor & Walton.
- 1840. First Notions of Logic, Preparatory to the Study of Geometry. Londres: Taylor & Walton.
- 1842. The Differential and Integral Calculus. Londres: Baldwin.
- 1845. The Globes, Celestial and Terrestrial. Londres: Malby & Co.
- 1847. Formal Logic or The Calculus of Inference. Londres: Taylor & Walton.
- 1849. Trigonometry and Double Algebra. Londres: Taylor, Walton & Malbery.
- 1860. Syllabus of a Proposed System of Logic. Londres: Walton & Malbery.
- 1872. A Budget of Paradoxes. Londres: Longmans, Green.[5]